# Olividae

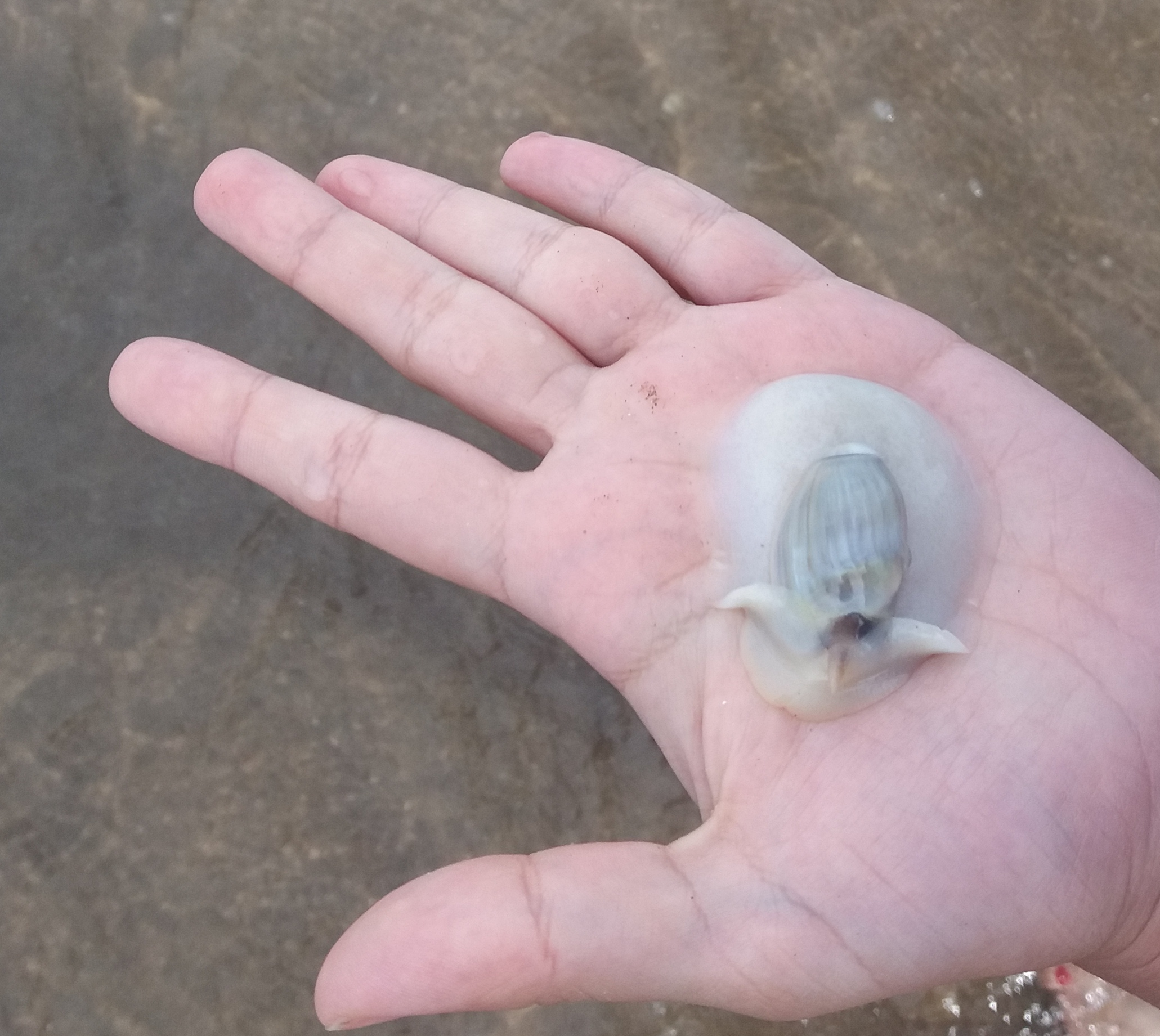
Ejemplar de la costa Argentina comparado con una palma humana

Los caracoles olivos, conocidos coloquialmente como caracoles aceitunas, de nombre científico Olividae, son una familia de caracoles marinos carroñeros medianos a grandes de conchas lisas, brillantes y alargadas de forma ovalada.
Sus conchas presentan varios colores apagados pero llamativos, pudiendo incluso contener dibujos. Son moluscos gasterópodos marinos de la familia Olividae.

## Taxonomía
Según la Clasificación Revisada, Nomenclador y Tipificación de Familias de Gasterópodos (2017) la familia consta de las siguientes subfamilias:
- Olivinae Latreille, 1825 – sinónimos: Dactylidae H. Adams & A. Adams, 1853 (inv. );
- Agaroniinae Olsson, 1956
- Calyptolivinae Kantor, Fedosov, Puillandre, Bonillo & Bouchet, 2017
- Olivancillariinae Golikov y Starobogatov, 1975
- Olivellinae Troschel, 1869

## Distribución y Hábitat
Se encuentran en todo el mundo, especialmente en mares y océanos subtropicales y tropicales donde habitan sustratos arenosos intermareales y submareales.

## Hábitos
Los caracoles aceituna son carnívoros excavadores de arena. Su alimentación consta principalmente de bivalvos y carroña , siendo reconocidos como algunos de los caracoles excavadores más rápidos. 

## Descripción de la concha
Las caracolas son ovaladas y cilíndrica, con una aguja escalonada bien desarrollada.  Tienden a poseer una muesca sifonal en el extremo posterior de la abertura larga y estrecha. El sifón del animal vivo sobresale de la muesca del sifón.
La superficie del caparazón es muy brillante porque en vida el manto casi siempre lo cubre.
Las muestras fósiles han sido datas hasta el Campaniano .

## Uso humano
Sus caracolas son populares entre los coleccionistas de conchas, usándose para hacer joyas y artículos decorativos. En el caso de la especie Oliva sayana, es la caracola del estado de Carolina del Sur en los Estados Unidos

## Géneros
Los géneros dentro de la familia Olividae incluyen
- Agaronia Grey, 1839
- Americoliva Petuch, 2013 (sinónimo de Oliva )
- Callianax H. Adams y A. Adams, 1853[7]
- Caliptoliva Kantor & Bouchet, 2007
- Cupidoliva Iredale, 1924
- Felicioliva Petuch & Berschauer, 2017
- Lamprodomina Marwick, 1931
- Miniaceoliva Petuch & Sargent, 1986
- Oliva Bruguière, 1789
- Olivancillaria d'Orbigny, 1840
- Omogymna Martens, 1897
- Pseudolivella Glibert, 1960
- Recourtoliva Petuch & Berschauer, 2017
- Spirancilla HE Voca, 1936
- Torqueoliva Landau, da Silva & Heitz, 2016
- Uzamakiella Habe, 1958
- Vullietoliva Petuch & Berschauer, 2017

Géneros puestos en sinonimia
- Chilotygma H. Adams & A. Adams, 1853: sinónimo de Ancilla Lamarck, 1799
- Hiatula Swainson, 1831: sinónimo de Agaronia Gray, 1839
- Lintricula H. Adams & A. Adams, 1853: sinónimo de Olivancillaria d'Orbigny, 1840
- Porfiria Roding, 1798 : sinónimo de Oliva Bruguière, 1789
- Scaphula Swainson, 1840: sinónimo de Olivancillaria d'Orbigny, 1840